# Lhakpa La
Lhakpa La (La = „Pass“) ist der Name eines Gebirgspasses in Tibet.
Er bezeichnet den 6766 m oder 6966 m hohen Übergang vom Khartagletscher zum Östlichen Rongpu-Gletscher, von dem aus George Mallory und Guy Bullock im Rahmen der Britischen Erkundungsexpedition 1921 den Zugang zur Nordroute am Mount Everest entdeckten. Sie bezeichneten ihn als Windy Gap und übersetzten den Namen dann ins Tibetische. Als Verkehrsweg ist er aufgrund seiner Steilheit nicht geeignet.